# Het (Nederlandse popgroep)
Het was een Nederlandstalige popgroep uit Amsterdam (1965 - 1967).

## Geschiedenis
Mede door toedoen van Bob Bouber werd Het de eerste beatgroep die de zogenaamde popartsound introduceerde. Het bracht in een relatief korte periode een enorme golf teweeg van Nederlandstalige beat met gekke teksten. Er kwamen groepen als "De Clungels" en "De Snelbinders". De eerste single van Het was meteen raak: Ik heb geen zin om op te staan (geschreven door Bob Bouber, al stond het nummer op naam van zijn toenmalige vrouw) werd een dikke top tien-hit. Het nummer is in 2002 nog gecoverd door Henk Westbroek en Daniël Lohues (Skik). In 1966 had de Duitse groep "The Blizzards"  in hun eigen land een redelijk succes met de cover Hab' keine Lust heut aufzustehn.
De volgende single behaalde slechts nummer 31 in de Top 40: Kejje nagaan ("Als ik jou niet had, dan had ik pech gehad"), een nummer met een echte poparttekst. Dat geldt trouwens ook voor de B-kant van de single, Spat niet met pap. Na deze hit bracht Het een Engelstalige single uit die niet aansloeg bij het publiek.
De nieuwigheid ging er weer snel af. Met de derde Nederlandstalige single van Het, die in 1967 uitkwam (S.O.S.), werd geen succes meer behaald en daarna was het snel gebeurd met de groep. De vier bandleden gingen verder als Pocomania. In 1999 verscheen er een compilatiealbum (een 10"-lp) getiteld Lijst 1 Het.
Zanger Jacques Zwart overleed op 1 april 2003 aan een hartaanval. Hij werd begraven in Naarden. Op 14 maart 2014 overleed gitarist Adri de Hont. Bassist Pim van der Linden overleed op 22 augustus 2024.

## Bezetting
- Dennis Witbraad (pseudoniem Dennis Whitbread) - drums
- Jacques Zwart - gitaar, zang
- Adri de Hont - gitaar
- Pim van der Linden - basgitaar

## Discografie
- Ik heb geen zin om op te staan - Alleen op het kerkhof - Fontana YF 278 115 (1965)
- Kejje nagaan - Spat niet met pap - Fontana YF 278 123 (1966)
- Kejje nagaan - Ik heb geen zin om op te staan  - Alleen op het kerkhof - Spat niet met pap - Fontana 463 318 TE (1966)
- I got you (I feel good) - She'll stay - Fontana YF 278 133 (1966)
- S.O.S. - I call you bluff - Fontana YF 278 146 (1967)
- Heikrekel - Peterselie  - Fontana  YF 278 161 (1968)
- Ik heb geen zin om op te staan - Kejje nagaan - Philips 6012 599 (1976)

### NPO Radio 2 Top 2000
| Nummer met noteringen in de NPO Radio 2 Top 2000 | '99  | '00  | '01  | '02  | '03  | '04  | '05  |
| ------------------------------------------------ | ---- | ---- | ---- | ---- | ---- | ---- | ---- |
| Ik heb geen zin om op te staan                   | 1405 | 1269 | 1460 | 1641 | 1447 | 1702 | 1966 |

1. ↑  Een vetgedrukt getal geeft de hoogste notering aan.
2. ↑  Deze tabel is bijgewerkt tot en met de laatste editie (2024).